# Danilo Rubén Bolzán
Danilo Rubén Bolzán (Diamante, Entre Ríos, Argentina; 20 de enero de 1955-bahía Agradable, Gobernación militar de las Islas Malvinas, Georgias del Sur y Sandwich del Sur, Argentina; 8 de junio de 1982) fue un oficial aeronáutico militar argentino que luchó y murió en la guerra de las Malvinas.

## Origen y formación
Danilo Rubén Bolzán nació el 20 de enero de 1955 en la localidad de Diamante, provincia de Entre Ríos, Argentina. Era hijo de Elsa Catalina Capinellino y Delfín Miguel Bolzán.
El joven ingresó a la Escuela de Aviación Militar en 1972. En 1975 egresó como alférez del Cuerpo Comando-Escalafón General, siendo oficial de la Fuerza Aérea Argentina.
En 1976 obtuvo el título de Aviador Militar en el Curso de Aviador Militar.
En 1977 se destinó a la IV Brigada Aérea, donde realizó el Curso de Estandarización de Procedimientos para Aviadores de Combate (CEPAC).
El 6 de marzo de 1978 pasó a revistar en la V Brigada Aérea.
Hacia fines de 1978 contrajo nupcias con Laura Ester Russi.
El 30 de diciembre de 1981 se destinó en la Escuela de Aviación Militar como oficial instructor. También en ese año ascendió a Primer Teniente.
El 30 de abril de 1982 Bolzán solicitó regresar a la V Brigada Aérea para rehabilitarse en aviones A-4B Skyhawk a fin de combatir en la guerra de las Malvinas.

## Guerra de las Malvinas
El 8 de junio dirigió una escuadrilla, compuesta por  él como guía, numeral 2 el teniente Juan José Arrarás, numeral 3 el primer teniente Héctor Hugo Sánchez y numeral 4 el alférez Alfredo Jorge Alberto Vázquez. Su misión fue atacar objetivos navales y el puerto Fitz Roy. Dos cazas británicos Harrier los interceptaron. Arrarás es impactado por un misil en la parte trasera del avión dejándolo fuera de control, si bien el piloto se eyecta no logra sobrevivir. El segundo Harrier arremete contra el avión de Vázquez, lanza el misil el cual impacta de lleno sin que el piloto pudiera eyectarse (No logra sobrevivir). Bolzán bombardeó al lanchón de desembarco Foxtrot 4 del HMS Fearless. A continuación comenzó viraje hacia la izquierda y efectuó bruscas maniobras evasivas, no logra evadir el misil y tampoco logra sobrevivir a la explosión. Por su parte, Sánchez, escapó de los interceptores soltando todo el peso extra del avión.

## Condecoraciones
Bolzán fue ascendido a capitán post mortem y condecorado con la cruz de la Nación Argentina al Valor en Combate, por Ley 25 576 del 11 de abril de 2002.
El gobierno argentino lo incluyó en la lista de los «héroes nacionales», por Ley nacional 24 950/98.